# 小傑基·布萊德利
小傑基·布萊德利（英語：Jackie Bradley Jr.，簡記為JBJ，1990年4月19日—），美國職棒大聯盟中外野手，目前為自由球員，他先前曾效力於紅襪、釀酒人、藍鳥與皇家等隊。他於2011年美國職棒大聯盟選秀第1輪40順位被紅襪隊選走。他於2016年入選明星賽，2018年拿下世界大賽冠軍，並於該年拿下金手套獎。

## 職業生涯

### 波士頓紅襪
2013年
這一年的布萊德利被大聯盟官網評為百大新秀第32名。在春訓過後，紅襪隊總教練約翰·法雷爾也宣布布萊德利會進入開幕戰先發名單內。布萊德利雖然初登板2個打數沒有擊出安打，不過他也選到了3個保送。
由於前31個打數僅僅擊出3支安打，加上「老爹」大衛·歐提茲的回歸，布萊德利在4月19日被下放至3A。他於5月29日再度回到大聯盟，並在6月4日擊出大聯盟生涯首轟。6月8日，因為謝恩·維克托里諾從傷兵名單回來，布萊德利又再一次被下放小聯盟。該年他在大聯盟僅出賽37場比賽，打擊率僅1成89，3轟10分打點。紅襪也在這一年拿下美東龍頭，而且順利贏得2013年世界大賽冠軍。不過布萊德利並沒有在球隊的25人名單內。
2014年
3月28日，球隊選擇讓格雷迪·塞斯摩爾擔任中外野手，因此把布萊德利下放到小聯盟。不過他只在小聯盟待了3天，就因為謝恩·維克托里諾受傷而升上大聯盟。儘管他的防守能力很出色，不過他整年的打擊率只有1成98，全壘打也只有1支。
2015年
6月25日，因為亨利·拉米瑞茲受傷，布萊德利成為球隊的右外野手。8月15日，他成為活球年代以來，第8位單場擊出5支長打的球員。當時他擊出雙響砲以及3支二壘安打，球隊也以22比10大勝水手隊。
2016年
這一年的4月24日到5月25日，布萊德利達成連續29場比賽擊出安打，在這段期間內，將打擊率上修至3成50（原先是慘澹的2成22）。順利拿下5月的美聯表現最佳球員之餘，還入選了生涯首次明星賽。而他在明星賽2個打數都擊出安打。總計該年他的打擊三圍為.267/.349/.486，有26轟，87分打點，完成生涯最佳的一個賽季。不過他在美聯分區賽的打擊率只有1成，而紅襪隊也遭到印地安人隊淘汰。
2017年
這一年布萊德利在前隊友上原浩治離隊後，把背號25號改成19號。4月8日，布萊德利在一次跑壘中不慎造成右膝受傷而提前離場，而他也在2天後進入傷兵名單。8月22日，他因為滑壘造成左手拇指受傷，於是再度進入傷兵名單。該年他出賽133場比賽，打擊率為2成45，17轟63分打點。不過他在分區賽的打擊率只有2成，而紅襪又再一次於分區賽被淘汰。
2018年
這一年的布萊德利依舊是球隊的當家中外野手，不過他的打擊火力卻仍然沒有提升。直到8月11日面對金鶯隊的雙重賽首戰，布萊德利擊出了雙響砲。這也讓他的打擊手感慢慢找回來。整年他出賽144場，打擊率2成34，13轟59分打點。
2018年美國聯盟冠軍賽第2場，布萊德利在3局下擊出清壘的二壘安打，幫助紅襪逆轉比分。第3場，他更是擊出滿貫全壘打。第4場，他在球隊落後1分的情況下擊出2分砲。最後紅襪4勝1敗淘汰太空人。整個系列賽他擊出9支安打，3分打點，並拿下系列賽的MVP。最後球隊在世界大賽以4勝1敗打敗道奇拿下冠軍。而布萊德利也在幾天後拿下金手套獎。
2019年
該年他出賽147場比賽，打擊率為2成25，21轟62分打點。他對於好球的揮棒率只有76.4%為大聯盟最低。該年他的助殺次數10次也是大聯盟外野手最多。儘管他的反應能力很迅速，不過他對於球落點的判斷能力卻是外野手最低。
2020年
這年布萊德利成為紅襪的主力中外野手。該年他打擊率為2成83，並敲出7轟與22分打點。10月28日，他成為自由球員。

### 密爾瓦基釀酒人
2021年3月8日，布萊德利和釀酒人簽下2年2,400萬美元的合約。然而他在2021年球季的打擊率只有1成63，wRC+更是災難性的35，堪稱近代棒球史上全職先發球員中最為低落的球季。

### 波士頓紅襪（二次）
2021年12月1日，釀酒人將布萊德利、David Hamilton和Alex Binelas交易到紅襪，換來杭特·倫弗洛。2022年6月初，布萊德利迎來第三個孩子。7月8日，紅襪在大比分落後洋基時派出布萊德利登板，而他還成功三振D·J·勒馬修。後來球隊交易來湯米·范姆和艾瑞克·霍斯摩後，在8月4日將布萊德利釋出。這年他在紅襪的打擊率為2成10，並敲出3轟與29分打點。

### 多倫多藍鳥
2022年8月9日，布萊德利與藍鳥簽下一年合約。他雖然僅繳出1成78的打擊率，並敲出1轟與9分打點。不過他仍然入選金手套提名名單內。

### 堪薩斯市皇家
2023年3月1日，皇家與布萊德利簽下小聯盟約。由於皇家當時傷了兩位新秀外野手，因此他們將布萊德利拉上大聯盟，以此增加板凳深度。不過他的打擊率持續下探到1成33，並僅敲出1轟與6分打點。6月12日，球隊決定拉上新人Dairon Blanco。布萊德利在6月16日成為自由球員。

## 技術特點
總地來講，布萊德利是守優於攻的球員。他的身體敏捷度和本能，加以優異的跑速，使他不論在壘間、在外野都有數據派難以化整的加乘效果。尤其他的防守直覺最為出色，能完成對大部分球員而言困難的守備，加上頂級的傳球臂力，形成他的最大價值。布萊德利在進階防守數據上明顯優於同世代選手，在2013年至2020年期間，他的DRS值是48分（為球隊守下48分），排名第三，僅落後於洛倫佐·肯恩與比利·漢米爾頓。
攻擊方面，早期球探報告普遍肯定布萊德利具有全能球員的潛力，他的打擊能力略高於平均，力量普通，在長打方面的演出普通。他的揮棒的路徑偏長，這使得對手針對內角的攻擊成為他的短板。

## 軼事
- 布萊德利的父親是一名公車司機。[41]他和他父親的名字都是從歌手Jackie Wilson的名字取來的。[41]
- 效力紅襪隊期間，與安德鲁·班尼坦迪、穆奇·貝茲的外野防線，被球迷暱稱為「殺手蜂」（Killer B's）。

## 外部連結
- 球員資訊和成績在MLB ，ESPN ，Retrosheet ，Baseball Reference ，Baseball Reference (Minors) ，Fangraphs ，The Baseball Cube （英文）
- 小傑基·布萊德利在台灣棒球維基館上的頁面（繁體中文）
- 小傑基·布萊德利的X（前Twitter）